# RuneScape
RuneScape is een MMORPG (massively multiplayer online role-playing game), van Jagex Ltd, ontworpen door Andrew Gower en uitgebracht op 4 januari 2001. Het fantasyspel speelt zich af op de planeet Gielinor waar "goden" en "monsters" zijn. Spelers kunnen met elkaar ruilen, chatten, vechten of minigames spelen.
Het spel is geschreven in C++. Versies van voor april 2016 zijn in Java geschreven.

## Versies

### DeviousMUD
De eerste versie van RuneScape heette DeviousMUD en werd gemaakt door Andrew Gower in 1998. Dit was een bètaversie die nog niet openbaar gemaakt werd. In 1999 is het spel verder ontwikkeld. De tweede versie had dezelfde naam en dezelfde grafische elementen, was openbaar en was te spelen gedurende een week. In die periode werd het spel door ongeveer honderd spelers gespeeld en na acht dagen alweer van het internet gehaald. In oktober 1999 herschreef Gower het voor een derde maal, dit keer met behulp van zijn broers Paul en Ian. Het spel kreeg grafische 3D-elementen en 2D-sprites.

### RuneScape Classic
RuneScape Classic (RSC, of RS1) is de opvolger van DeviousMud en heette aanvankelijk gewoon RuneScape. Het is de eerste speelbare versie van het spel en kwam in januari 2001 op de markt als gratis spel. In december 2001 besloot Jagex zich enkel te focussen op RuneScape. Het spel werd verder uitgewerkt en Andrew Gower werd hoofdontwikkelaar bij het bedrijf. Na februari 2002 werd de betaal-optie ingevoerd. Sinds 2 augustus 2005 werd RuneScape Classic alleen nog toegankelijk voor betalende spelers die het speelden in de eerste zes maanden van hun lidmaatschap, vanwege een gebrekkige beveiliging van het spel.
Toen de hoofdsite op 1 juni 2008 grafisch werd vernieuwd was RuneScape Classic daardoor niet meer beschikbaar. Op 11 november 2009 is RuneScape Classic gedurende twee weken voor iedereen beschikbaar gemaakt. Betalende leden die binnen deze twee weken zich inlogden konden weer RuneScape Classic spelen. RuneScape Classic raakte technisch achterop en is sinds 6 augustus 2018 niet meer beschikbaar.

### RuneScape 2
In november 2003 werd RuneScape 2 (RS2) uitgebracht. Deze versie had een verbeterde game engine waardoor toekomstplannen zoals Player Owned Houses (POH) mogelijk werden gemaakt. Spelers kregen de mogelijkheid om in RuneScape Classic te blijven of om met dat account in RuneScape 2 verder te gaan.
Sinds 2007 is de Duitse vertaling van het spel beschikbaar en deze werd op 11 december 2008 gevolgd door de Franse. In de zomer van 2009 werd het spel beschikbaar in het Braziliaans-Portugees.

### RuneScape HD
Op 12 juli 2008 heeft Jagex een grote grafische update uitgebracht waarin RuneScape is bewerkt. Grote veranderingen zijn: een full-screen mode, zeer veel texturen, watereffecten en (bewegende) schaduwen, de meeste emotes zijn vernieuwd en er zijn meer details. Deze geheel nieuwe high detail mode is beschikbaar voor iedereen, maar alleen members (p2p) kunnen ook nog full screen er bij spelen. Deze update is compleet optioneel. De lage kwaliteit detail mode van vroeger kan nu nog gespeeld worden. In 2009 werd RuneScape (HD) genomineerd tot de beste free MMORPG spel ter wereld. In 2010 hebben ze daadwerkelijk de titel gekregen. Op 1 juni 2012 werd door Jagex aangekondigd dat het combatsysteem (het vechtsysteem waarbij verschillende skills zoals attack, defence en ranging worden gehanteerd) volledig herwerkt zal worden. Verschillende onderdelen van het systeem worden verwijderd en vervangen door een 'hotbar' die ook bij andere RPG's gebruikt wordt. Dit systeem is inmiddels ingevoerd.

### RuneScape 3
Vijf jaar na de "RuneScape HD" update kwam Jagex op 23 maart 2013 met de aankondiging van RuneScape 3. Deze update voor het spel bevat technologische nieuwigheden, verbetering in graphics en audio en verbeterde gameplay en nieuwe content. RuneScape 3 is uitgebracht op 22 juli 2013. Op 18 april 2016 werd een in C++ geschreven versie van het spel gelanceerd dat kan worden gespeeld via een downloadbare client die door Jagex "NXT" wordt genoemd.

### Old School RuneScape
Old School RuneScape (OSRS) werd uitgebracht op 22 februari 2013. Dit was toen een build van RuneScape uit augustus 2007, maar is nadien door middel van updates verbeterd met nieuwe content, grotendeels bepaald door in-game polls. Ondanks een kleiner ontwikkelteam en minder updates trekt OSRS meer spelers dan RuneScape. In 2018 verscheen een mobiele versie voor Android en iOS.

## Opbouw van het spel
Het spel draait om een middeleeuws fantasiethema en lijkt daarmee op spellen zoals Warcraft, EverQuest of Guild Wars. Basis van het spelen is de mogelijkheid om via activiteiten ervaringspunten (XP = experience points) te verzamelen, die leiden tot het verkrijgen van levels in een skill. De kracht van een speler in een gevecht wordt uitgedrukt door middel van combat levels; een samenstelling van skills die te maken hebben met aspecten van vechten (Attack, Strength, Defence, Ranged, Prayer, Magic, Hitpoints en voor members ook Summoning en Necromancy).
Sinds 15 augustus 2008 zijn er speciale werelden (spelomgevingen) waar spelers bijna overal tegen elkaar kunnen vechten. Wanneer een speler wordt verslagen, verliest hij al zijn items, behalve de drie meest kostbare. Met het terugkeren van 'free trade' (vrij handelen) en de oude vorm van de wilderness op 1 februari 2011 werden de PvP Worlds omgevormd tot andere werelden.
Naast RuneScape 3 is er een andere versie, gebaseerd op de oorspronkelijke versie van augustus 2007, die bekend staat als Old School RuneScape (OSRS). Deze versie wordt nog steeds geregeld voorzien van updates en is beschikbaar voor zowel gratis als betaalde spelers.

### Verhaal
RuneScape speelt zich met name af op de planeet Gielinor, geschapen door de 5 zogeheten Elder Gods. De geschiedenis beslaat tot op heden zes tijdperken. Het eerste tijdperk ving aan met de ontdekking van Gielinor door de god Guthix. Hij brengt de mens naar de planeet. Het tweede tijdperk begint wanneer Guthix in slaap valt en andere goden en rassen op de planeet arriveren.
In het derde tijdperk woedt een oorlog tussen de goden onderling, waarbij ze verschillende rassen gebruiken voor hun legers. Deze oorlog eindigt als Guthix wakker wordt en alle goden verbant, waarmee het vierde tijdperk wordt ingeluid. In dit tijdperk zetten de rassen zich af van de verschillende goden, die nog wel in contact stonden met hun volgelingen. Verschillende koninkrijken worden gevormd en de mens wordt een van de dominante rassen. Dit tijdperk eindigt met de ontdekking van de runenstenen, waarmee de mens de mogelijkheid krijgt om magie te gebruiken.
Het vijfde tijdperk verloopt rustig tot een archeoloog de rustplaats van Guthix ontdekt, waarna de volgelingen van de verbannen goden proberen hem te doden. Volgelingen van Guthix proberen dit tevergeefs te voorkomen. Guthix wordt gedood met behulp van een artefact, de staf van Armadyl genaamd. Hiermee begint het zesde en huidige tijdperk. De goden keren terug naar Gielinor en beginnen een nieuwe oorlog. De god Bandos wordt gedood door de god Armadyl, en de god Zamorak verliest een deel van zijn kracht na een gevecht met de god Saradomin. Inmiddels is ook Zaros, de god van de controle en zijn companion Seren, de godin van de groei en elven teruggekeerd naar de planeet. Ook werd net voor de terugkeer van Seren een nieuwe leider gekozen voor het nog overgebleven leger van Bandos. Deze worden door de cave goblin Zanik geleid.

### Tools
Quests
Voor het voltooien van een quests ('zoektocht' of 'missie') ontvangt de speler een beloning in de vorm van ervaringspunten, geld of voorwerpen. De opdracht kan inhouden om puzzels op te lossen, monsters te doden of bepaalde voorwerpen te zoeken. Sommige quests zorgen voor toegang tot extra skills (vaardigheden) en gameplay.
Tasks
Met het volbrengen van tasks ('opdrachten') krijgt een speler bepaalde voordelen zoals korting in winkels, iemand die de speler dagelijks spullen bezorgt, of de mogelijkheid om meer dan één materiaal (zoals erts) per keer te verzamelen. Tasks zijn er in Lumbridge, Ardougne, Varrock, Karamja, Falador, Seer's Village, Rellekka, Um, Morytania en de Desert.
Skills
Er zijn 29 skills ('vaardigheden'): Attack, Strength, Defence en Constitution; Ranging, Magic, Prayer, Runecrafting, Agility, Construction, Herblore, Thieving, Crafting, Fletching, Slayer, Hunter, Mining, Smithing, Fishing, Cooking, Firemaking, Woodcutting, Farming, Summoning, Dungeoneering, Divination, Invention, Archaeology en Necromancy. Deze laatste skill werd uitgebracht in augustus 2023 en is de nieuwste combat vaardigheid sinds Summoning in 2008.
Activities
Spelers kunnen activities ('activiteiten') spelen voor een beloning. Merendeels is dit alleen beschikbaar voor members. Hiervoor zijn veelal skills en combat benodigd. Eerder heetten activities mini-games.
Free to play (gratis)
- Clan wars
- Castle wars
- Duel arena
- Fist of Guthix
- Games room
- The great orb project

Pay to play (betaald)
- Barbarian assault
- Brimhaven agility arena
- Fishing trawler
- Mage training arena
- Mobilising armies
- Pest control
- Shades of Mort'ton
- Sink Holes
- Soul wars
- Stealing cration
- Temple trekking / Burgh de Rott ramble
- Trouble brewing
- TzHaar fight cave
- TzHaar fight pit
- TzekHaar
- Vinesweeper

In 2012 kwam als vaste activiteit de squeal of fortune erbij. Aan dit rad van fortuin kunnen spelers dagelijks een of twee keer draaien. De prijzen zijn voorwerpen die in-game gebruikt kunnen worden. Deze update leidde tot controverse omdat naast de dagelijkse draaibeurten spelers beurten kunnen kopen. Dit zou het in principe mogelijk maken om ervaringspunten te kopen. Inmiddels is het rad vervangen door Treasure Hunter.
Chatten
Spelers kunnen met elkaar communiceren door middel van een chat in het spel. Om ongewenst taalgebruik te voorkomen, worden bepaalde lettercombinaties gecensureerd met sterretjes. Er is ook beschikking tot een zogenaamde Clan Chat waarin een speler met andere spelers die in zijn/haar clan aanwezig zijn kan chatten. Daarnaast is er een Quick-Chat-optie waarbij de speler alleen voorgeschreven zinnen kan chatten. Deze functie is hoofdzakelijk voor spelers van wie de mogelijkheden ingeperkt zijn (muted) vanwege hun leeftijd van 13 jaar of jonger of vanwege het breken van de spelregels.
Ban/Muted
RuneScape kan spelers tijdelijk of permanent bannen (het spelersaccount buiten werking stellen) als deze de regels overtreedt, zoals bij het gebruik van bots. De status muted ('ingeperkt') is een beperkende status waarin de speler niet kan communiceren middels een speaker. Deze inperking kan een speler krijgen als hij de regels verbreekt of omdat de speler jonger dan 13 jaar is. Een zogeheten Quick Chat met gescripte regels blijft nog wel mogelijk. Player Moderators kunnen spelers die niet in overeenstemming met de regels chatten een inperking geven voor 48 uur, Jagex kan spelers ook permanent deze status geven.

### Graphics

Tweening laat een animatie soepeler ogen

RuneScape kan gespeeld worden met high detail- of low detail-graphics. High detail heeft betere texturen, low detail is geschikter voor systemen die niet voldoen aan de minimum systeemvereisten voor de high detail-versie.
Op 1 juli 2008 is er een grote grafische update met een full-screen modus, meer texturen en schaduwen, de meeste emotes zijn vernieuwd en er zijn meer details. De daarvoor bestaande low detail is vervangen door een combinatie van de oude low detail, en high detail werd high-detail waarbij de speler zelf de instellingen kan veranderen. De high detail-mode zat tot 14 juli in de beta-fase en was toen enkel nog beschikbaar voor members. Nu is high detail beschikbaar voor iedere speler die een computer heeft met de vereiste capaciteit.
Met updates worden graphics en animaties aangepast. De eerste update was op 28 juli 2009 met Pack 1 waarbij de animaties voor het aanvallen met de populairste wapens werden geüpdatet. Animaties ogen soepeler door gebruik van tweening.

## Geldzaken

### Speleconomie

Een "Red party hat", een van de duurste en zeldzaamste attributen in RuneScape

De prijzen van de voorwerpen worden uitgedrukt in coins ('munten') of gp dat voor gold pieces ('goudstukken') staat. Op sommige plaatsen in de gebruikerswereld worden ook andere munteenheden gebruikt: Tokkul in het TzHaar-gebied, Ecto-tokens in Port Phasmatys en Trading Sticks diep in de jungle. Verschillende mini-games hebben ook een eigen ticketsysteem.
De prijzen voor de voorwerpen worden gevormd door vraag en aanbod, waarbij concurrentie een rol speelt. De economie van RuneScape kan - net als de echte economie - last hebben van inflatie. Om dit tegen te gaan onttrekt Jagex soms geld uit de speleconomie.
Er zijn items die eenmalig worden uitgegeven en geruild kunnen worden. Na verloop van tijd worden deze items zeldzamer en kunnen dus als investering worden gebruikt door spelers (die voor een langere periode niet of minder actief zijn).
De maximale hoeveelheid virtueel geld dat een speler kan bezitten is 2^(32-1), ofwel 2.147.483.647 munten. Dit is gelijk aan de maximale waarde van een 32-bit signed integer. Er zijn spelers die echter meer waarde bezitten, zij hebben hun geld dan geïnvesteerd in voorwerpen met meer waarde. Meestal wordt er dan geïnvesteerd in koersvaste prijzen, zodat het net zo betrouwbaar is als echt geld.
Op 2 januari 2008 kwam er een stop aan de onbeperkte handel, en kon men slechts een marge geven of krijgen van 5000 tot 240.000 gp per 15 minuten, afhankelijk van een aantal factoren. Veel schaarse items werden daarvoor gekocht voor een hogere marktprijs. Door de update is dit niet meer mogelijk. Daarbij gaven spelers vaak een bedrag weg aan beginners, maar dat is daardoor onmogelijk geworden. De stop op de handel vond plaats omdat spelers het copyright van Jagex schonden door spullen voor valuta uit de echte wereld te verhandelen.
Sinds 1 februari 2011 kan men weer onbeperkte hoeveelheden handelen en gebruikmaken van het PvP systeem in de wildernis, zoals het was vóór 2 januari 2008. De spelers hadden met een overtuigende meerderheid van 91% het systeem binnengehaald. De Grand Exchange (een handelscentrum) zal blijven bestaan. Beginnende spelers hebben een trade limiet van 25.000 gp totdat deze spelers membership kopen.

### Gratis en betalende spelers
Het spel kent meerdere werelden (spelomgevingen), waarbij driekwart alleen toegankelijk is voor betalende spelers. Betalende spelers (members) krijgen meer exclusiviteit: zij hebben toegang tot meer skills, quests en voorwerpen. Zo kan een speler met sommige skills toegang tot een gilde (guilds) krijgen waar die skills extra kunnen worden getraind, sommige guilds zijn echter exclusief toegankelijk voor betalende spelers. Betalende spelers kunnen voor hen exclusieve kleding dragen, dat is dan wel zichtbaar in een gratis wereld maar heeft er dan geen extra functie. Sommige objecten uit de speelwereld van betalende spelers werken niet in de gratis speelomgeving.

### Arrest RuneScape
Omtrent virtuele voorwerpen in het spel is er een uitspraak van de Hoge Raad.

## Botproblematiek
Een probleem is het gebruik van bots, ook wel autoclickers geheten. Dit zijn macro's waarbij iemand het spel door een computerprogramma laat spelen. Dit destabiliseert de economie en geeft een oneerlijk voordeel tegenover andere spelers. Spelers kunnen hiervoor worden gerapporteerd en verbannen. Op 13 december 2007 maakte Jagex bekend dat ze acties onderneemt om deze macro's aan te pakken. In de maanden daarvoor werden enkele updates gelanceerd om het gebruik van bots tegen te gaan. Op 25 oktober 2011 lanceerde Jagex de "botnuke". Met deze update werd 98% van de bots uitgeschakeld. Door de terugkomst van de free trade was het aantal bots gestegen. De geavanceerdere bots zijn hierdoor uitgeschakeld. Alleen eenvoudigere bots die slechter van kwaliteit zijn werken nog. Jagex wil deze bots uitschakelen met een nieuw systeem genaamd Optimus. Op 26 december 2012 lanceerde Jagex "Botany Bay", een locatie in het spel waar spelers straffen kunnen geven aan accounts van spelers die beschuldigd zijn van bots. Men kan kiezen tussen drie straffen, waar op gestemd wordt. De straffen zijn Death by crushing, Death by swallowing en Death by deity. Spelers kunnen door middel van te stemmen ook in-game objecten winnen, zoals hooivorken. De naam Botany bay is afgeleid van de gelijknamige baai in Sydney, Australië. Inmiddels is dit uit het spel gehaald.

## Trivia
- RuneScape werd eerst in Java geprogrammeerd, maar later werd ook gebruikgemaakt van een speciaal voor RuneScape ontworpen scripttaal: RuneScript. Hierin hoeft minder code te worden geschreven, waardoor sneller updaten mogelijk is.
- RuneScape gebruikt zo'n 136 servers (1 server is goed voor maximaal 1500 aansluitingen, vroeger en in OSRS 2000). Deze servers kunnen circa 204.000 aansluitingen tegelijkertijd bedienen. Regelmatig worden er nog nieuwe servers toegevoegd. De servers zijn in Europa gevestigd in Nederland, België, het Verenigd Koninkrijk, Ierland, Denemarken, Noorwegen, Zweden, Finland, Duitsland, Polen, Litouwen, en Spanje. Servers buiten Europa staan in Canada, de Verenigde Staten, Mexico, Brazilië, Australië, en Nieuw-Zeeland.
- RuneScape is een client/serverapplicatie. De speler gebruikt op zijn computer een Java-applet om het spel te spelen. De applet communiceert met de server om de acties van de speler door te geven en de acties van de andere spelers te ontvangen.
- Het spel is opgenomen in het boek 1001 Video Games You Must Play Before You Die van Tony Mott.
- RuneScape was volgens het Guinness World Records het populairste gratis MMORPG ooit, aldus Jagex op 22 augustus 2008.[7]